# Richard Allen (landhockeyspelare)
Richard James Allen, född 4 juni 1902 i Nagpur, död 1969 i Bangalore, var en indisk landhockeyspelare.
Allen blev olympisk guldmedaljör i landhockey vid sommarspelen 1936 i Berlin.